# Japonia na Zimowych Igrzyskach Olimpijskich 2010

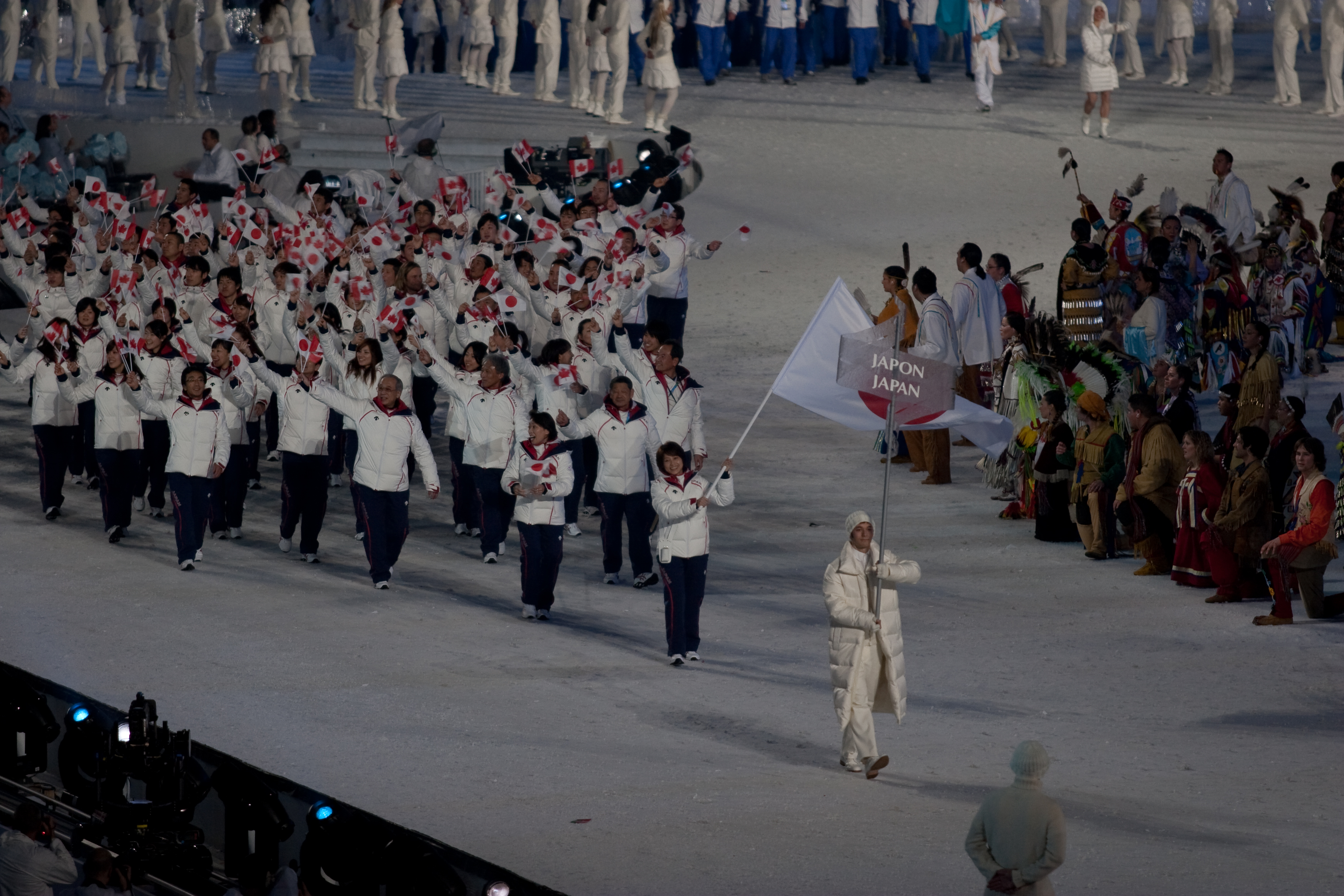
Reprezentacja Japonii podczas ceremonii otwarcia igrzysk olimpijskich

Japonię na Zimowych Igrzyskach Olimpijskich 2010 reprezentowało dziewięćdziesięciu pięciu zawodników.

## Zdobyte medale
| Medal  | Zawodnik                              | Dyscyplina sportowa  | Konkurencja     |
| ------ | ------------------------------------- | -------------------- | --------------- |
| Srebro | Keiichirō Nagashima                   | Łyżwiarstwo szybkie  | 5000 m mężczyzn |
| Srebro | Mao Asada                             | Łyżwiarstwo figurowe | Solistki        |
| Srebro | Masako Hozumi Nao Kodaira Maki Tabata | Łyżwiarstwo szybkie  | Sztafeta kobiet |
| Brąz   | Jōji Katō                             | Łyżwiarstwo szybkie  | 500 m mężczyzn  |
| Brąz   | Daisuke Takahashi                     | Łyżwiarstwo figurowe | Soliści         |

## Wyniki reprezentantów Japonii

### Biathlon
Kobiety
- Fuyuko Suzuki

sprint - 44. miejsce
bieg pościgowy - 54. miejsce
bieg indywidualny - 54. miejsce
Mężczyźni
- Hidenori Isa

sprint - 68. miejsce
bieg indywidualny - 83. miejsce

### Bobsleje
Kobiety
- Manami Hino
Konomi Asazu

Dwójki - 16. miejsce
Mężczyźni
- Hiroshi Suzuki
Ryuichi Kobayashi

Dwójki - 21. miejsce
- Hiroshi Suzuki
Ryūichi Kobayashi
Shinji Doigawa
Masaru Miyauchi

Czwórki - 21. miejsce

### Biegi narciarskie
Kobiety
- Nobuko Fukuda

Sprint stylem klasycznym - 51. miejsce
- Masako Ishida

Bieg łączony - 20. miejsce
30 km stylem klasycznym - 5. miejsce
- Michiko Kashiwabara

10 km stylem dowolnym - 60. miejsce
- Madoka Natsumi

Sprint stylem klasycznym - 27. miejsce
30 km stylem klasycznym - 30. miejsce
- Nobuko Fukuda
Madoka Natsumi

Sprint drużynowy stylem dowolnym - 12. miejsce
- Madoka Natsumi
Masako Ishida
Nobuko Fukuda
Michiko Kashiwabara

sztafeta - 8. miejsce
Mężczyźni
- Nobu Naruse

15 km stylem dowolnym - 49. miejsce
Bieg łączony - 39. miejsce
50 km stylem klasycznym - 35. miejsce
- Yūichi Onda

Sprint stylem klasycznym - 17. miejsce
- Nobu Naruse
Yūichi Onda

Sprint drużynowy stylem dowolnym - 13. miejsce

### Curling

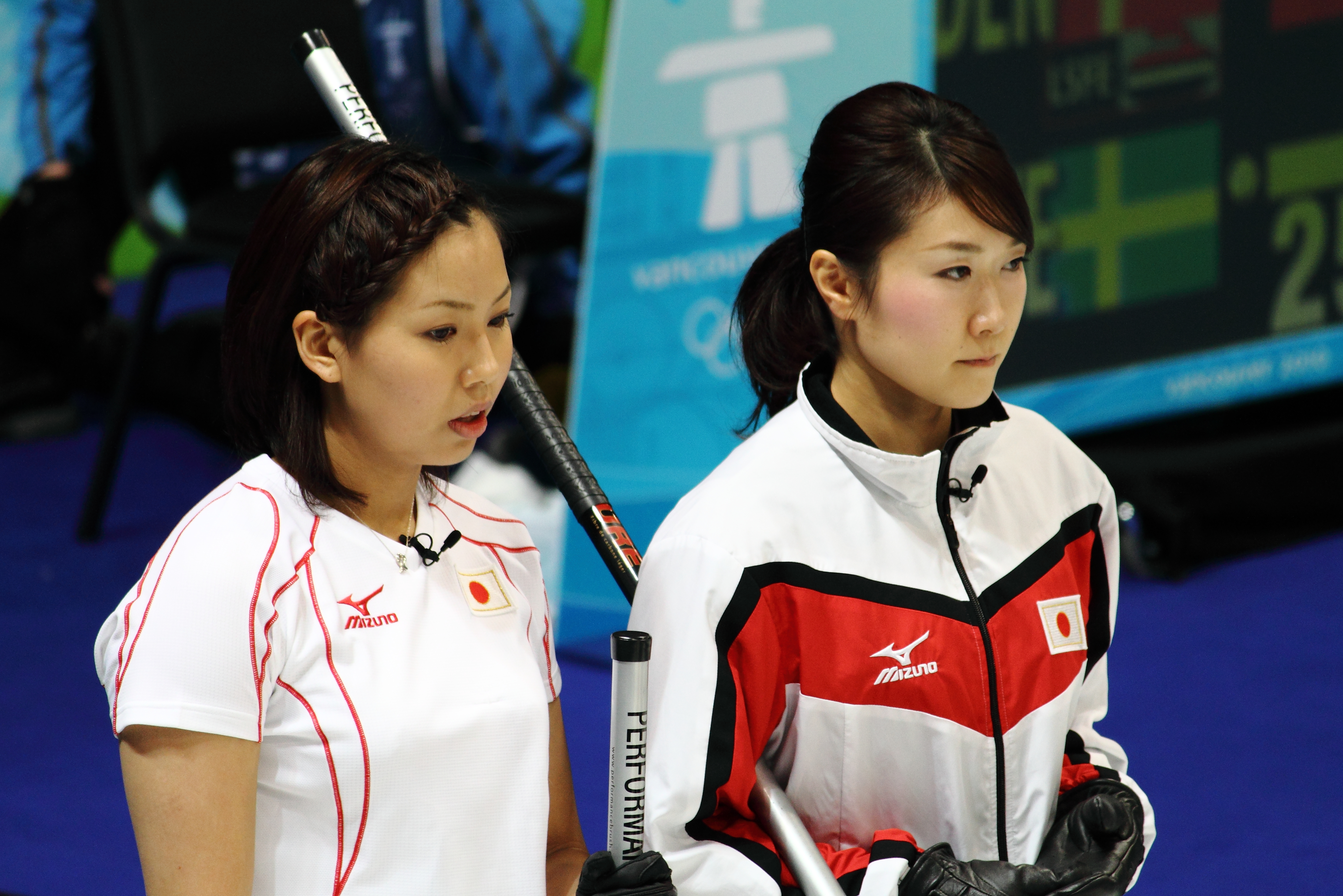
Anna Ōmiya i Moe Meguro

Kobiety - 8. miejsce
| Imię i nazwisko |
| --------------- |
| Moe Meguro      |
| Mari Motohashi  |
| Mayo Yamaura    |
| Kotomi Ishizaki |
| Anna Ōmiya      |

### Kombinacja norweska
Mężczyźni
- Taihei Katō

Gundersen/HS106 - 24. miejsce
Gundersen/HS140 - 30. miejsce
- Norihito Kobayashi

Gundersen/HS106 - 7. miejsce
Gundersen/HS140 - 27. miejsce
- Yūsuke Minato

Gundersen/HS140 - 26. miejsce
- Daito Takahashi

Gundersen/HS106 - 27. miejsce
- Akito Watabe

Gundersen/HS106 - 21. miejsce
Gundersen/HS140 - 9. miejsce
- Taihei Katō
Daito Takahashi
Akito Watabe
Norihito Kobayashi

sztafeta - 6. miejsce

### Łyżwiarstwo figurowe
Kobiety
- Miki Andō

solistki - 5. miejsce
- Mao Asada

solistki - 
- Akiko Suzuki

solistki - 8. miejsce
Mężczyźni
- Nobunari Oda

soliści - 7. miejsce
- Daisuke Takahashi

soliści - 
- Takahiko Kozuka

soliści - 8. miejsce
Pary
- Cathy Reed
Chris Reed

Pary taneczne - 17. miejsce

### Łyżwiarstwo szybkie
Kobiety
- Masako Hozumi

3000 m - 6. miejsce
5000 m - 7. miejsce
- Shiho Ishizawa

3000 m - 15. miejsce
5000 m - 9. miejsce
- Nao Kodaira

500 m - 12. miejsce
1000 m - 5. miejsce
1500 m - 5. miejsce
- Eri Natori

3000 m - 21. miejsce
- Tomomi Okazaki

500 m - 16. miejsce
1000 m - 34. miejsce
- Shihomi Shinya

500 m - 14. miejsce
- Maki Tabata

1500 m - 19. miejsce
- Miho Takagi

1000 m - 35. miejsce
1500 m - 23. miejsce
- Sayuri Yoshii

500 m - 5. miejsce
1000 m - 15. miejsce
1500 m - 26. miejsce
- Masako Hozumi
Nao Kodaira
Maki Tabata

Sztafeta - 8. miejsce
Mężczyźni
- Shigeyuki Dejima

5000 m - 27. miejsce
- Shingo Doi

1500 m - 30. miejsce
- Ryuhei Haga

1000 m - 29. miejsce
- Hiroki Hirako

5000 m - 19. miejsce
10 000 m - 11. miejsce
- Jōji Katō

500 m - 
- Keiichirō Nagashima

500 m - 
1000 m - 37. miejsce
- Eri Natori

3000 m - 21. miejsce
- Tadashi Obara

1000 m - 17. miejsce
- Yūya Oikawa

500 m - 13. miejsce
- Teruhiro Sugimori

1000 m - 26. miejsce
1500 m - 26. miejsce
- Hiroki Hirako
Teruhiro Sugimori
Shigeyuki Dejima
Shingo Doi

Sztafeta - 

### Narciarstwo alpejskie
Mężczyźni
- Kentarō Minagawa

slalom - DNF
- Akira Sasaki

slalom - 18. miejsce

### Narciarstwo dowolne
Kobiety
- Noriko Fukushima

ski cross - 25. miejsce
- Miki Itō

jazda po muldach - 12. miejsce
- Arisa Murata

jazda po muldach - 8. miejsce
- Tae Satoya

jazda po muldach - 19. miejsce
- Aiko Uemura

jazda po muldach - 4. miejsce
Mężczyźni
- Shō Endō

jazda po muldach - 7. miejsce
- Nobuyuki Nishi

jazda po muldach - 9. miejsce
- Kai Ozaki

jazda po muldach - 24. miejsce
- Hiroomi Takizawa

ski cross - 29. miejsce
- Yūgo Tsukita

jazda po muldach - 17. miejsce

### Saneczkarstwo
Kobiety
- Madoka Harada

jedynki - 26. miejsce
- Aya Yasuda

jedynki - DNF
Mężczyźni
- Takahisa Oguchi

jedynki - 30. miejsce

### Short track
Kobiety
- Ayuko Itō

1000 m - 18. miejsce
- Mika Ozawa

1000 m - 15. miejsce
1500 m - DNF
- Hiroko Sadakane

1500 m - 12. miejsce
- Yui Sakai

500 m - 17. miejsce
- Biba Sakurai

500 m - 27. miejsce
1000 m - 23. miejsce
1500 m - 28. miejsce
- Ayuko Itō
Hiroko Sadakane
Yui Sakai
Biba Sakurai
Mika Ozawa

Sztafeta - 7. miejsce
Mężczyźni
- Takahiro Fujimoto

500 m - 26. miejsce
1000 m - 27. miejsce
1500 m - 17. miejsce
- Yūzō Takamidō

1000 m - 20. miejsce
1500 m - 29. miejsce
- Jumpei Yoshizawa

500 m - 14. miejsce
1500 m - 18. miejsce

### Skeleton
Kobiety
- Nozomi Komuro - DNS

Mężczyźni
- Kazuhiro Koshi - 20. miejsce
- Shinsuke Tayama - 19. miejsce

### Skoki narciarskie
Mężczyźni
- Daiki Itō

skocznia normalna - 15. miejsce
skocznia duża - 20. miejsce
- Noriaki Kasai

skocznia normalna - 17. miejsce
skocznia duża - 8. miejsce
- Takanobu Okabe

nie wystartował
- Taku Takeuchi

skocznia normalna - 34. miejsce
skocznia duża - 37. miejsce
- Shōhei Tochimoto

skocznia normalna - 37. miejsce
skocznia duża - 45. miejsce
- Daiki Itō
Taku Takeuchi
Shōhei Tochimoto
Noriaki Kasai

drużynowo - 5. miejsce

### Snowboard
Kobiety
- Natsuko Doi

snowboardcross - 14. miejsce
- Shiho Nakashima

halfpipe - 13. miejsce
- Rana Okada

halfpipe - 29. miejsce
- Tomoka Takeuchi

gigant równoległy - 13. miejsce
- Sōko Yamaoka

halfpipe - 16. miejsce
- Eri Yanetani

gigant równoległy - 21. miejsce
Mężczyźni
- Ryō Aono

halfpipe - 9. miejsce
- Kazuhiro Kokubo

halfpipe - 8. miejsce
- Kōhei Kudō

halfpipe - 14. miejsce
- Daisuke Murakami

halfpipe - 27. miejsce
- Yuki Nofuji

gigant równoległy - 27. miejsce